# Genesee megye (Michigan)
Genesee megye az Amerikai Egyesült Államokban, azon belül Michigan államban található. Megyeszékhelye és legnagyobb városa Flint. Lakosainak száma 406 211 fő (2020. április 1.). Genesee megye Saginaw, Oakland, Lapeer, Tuscola, Shiawassee és Livingston megyékkel határos.

## Népesség
A megye népességének változása:
| Lakosok száma | 424 969 | 421 750 | 417 791 | 415 376 | 410 849 | 406 211 |
|               | 2010    | 2011    | 2012    | 2013    | 2015    | 2020    |